# L：最終的23日
《L之終章 最後的23天》是2008年的日本電影，是《死亡筆記本》系列的外傳電影。這部電影由中田秀夫執導，故事的時間點在《死亡筆記本：決勝時刻》之後，描述神探L解決一起生化恐怖攻擊的事件。

## 故事大綱
L為了使夜神月中計而先一步在死亡筆記本上寫下自己的名字，這使得L的生命只剩下23日。夜神月被筆記本主人路克幹掉後不久，L發現了一個生化恐怖組織企圖以病毒消滅人類的犯罪活動，組織消滅人類的理由是人類加速消耗地球資源，使到地球面臨萬劫不復的地步。該病毒的感染率是伊波拉病毒的百倍之高。在這個案件中，L帶著一位來自泰國村莊、在病毒襲擊下倖存的無名小男孩，以及一位名叫二階堂真希的小學生。
二階堂博士收到了摧毀泰國村莊的病毒樣本，並製造出解毒劑，但他的助手久條希實子背叛了二階堂，並揭露自己的真實身分便是恐怖組織的首領，二階堂博士把解毒劑的配方託付給女兒真希，之後就被久條殺死。
真希在逃跑的過程中遇見L，他們一起逃往二階堂博士同事的研究室，他們在無名小男孩幫助下重新造出解毒劑，之後與恐怖組織對峙、阻止了一架即將開往美國、載滿被病毒感染乘客的飛機。乘客被注射了解毒劑以及恐怖組織幹部被捕後，L將無名男孩託付給看照自己長大的孤兒院華米之家，並將無名男孩命名為「尼亞」。
在故事的最後一幕，L安詳平靜地死了。

## 演員名單
| 角色                                | 演員              | 配音員 | 配音員             | 配音員             | 配音員             |
| 角色                                | 演員              | 香港   | 臺灣 · 衛視-首發版 | 臺灣 · 衛視-重譯版 | 臺灣 · 緯來-重譯版 |
| ----------------------------------- | ----------------- | ------ | ------------------ | ------------------ | ------------------ |
| L エル                              | 松山研一          | 郭俊廷 | 李世揚             | 吳東原             | 李世揚             |
| K／久條希實子 ケイ／くじょう きみこ | 工藤夕貴          | 張雪儀 | 魏晶琦             | 李明幸             | 楊凱凱             |
| 二階堂真希 にかいどう まき          | 福田麻由子        | 魏惠娥 | 馮嘉德             | 吳貴竹             | 張茜雯             |
| 駿河秀明 するが ひであき            | 南原清隆          | 陳樂文 | 李香生             | 李香生             | 陳幼文             |
| 二階堂公彥 にかいどう きみひこ      | 鶴見辰吾          | 利耀堂 | 李香生             | 李香生             | 陳幼文             |
| 的場大介 まとば だいすけ            | 高嶋政伸          | 何偉誠 | 梁興昌             | 孫誠               | 張騰               |
| 松戶浩一 まつど こういち            | 平泉成            | 利耀堂 | 孫中台             | 李香生             | 梁興昌             |
| 男孩／尼爾 BOY                      | 福田響志          |        | 詹雅菁             |                    | 原音呈現           |
| 小西朝夫 こにし あさお              | 正名僕蔵          | 陳樂文 | 孫中台             | 陳宏瑋             | 陳幼文             |
| 吉澤保 よしざわ たもつ              | 金井勇太          |        | 劉傑               | 陳宏瑋             | 鈕凱暘             |
| 三澤初音 みさわ はつね              | 佐藤惠            | 吳梅   | 詹雅菁             |                    | 楊凱凱             |
| F エフ                              | 波岡一喜          |        | 劉傑               | 鍾少庭             | 原音呈現           |
| 加賀見信 かがみ シン                | 石橋蓮司          | 黎家希 | 李英立             | 李香生             | 梁興昌             |
| 友情出演                            |                   |        |                    |                    |                    |
| 渡 ワタリ                           | 藤村俊二          | 何偉誠 | 孫中台             | 孫誠               | 梁興昌             |
| 南空直美 みそら ナオミ              | 瀨戶朝香          | 吳梅   | 詹雅菁             |                    | 蘇肇樺             |
| 弥海砂 あまね ミサ                  | 戶田惠梨香        | 吳梅   | 馬君珮             |                    | 陳玉如             |
| 雷·岩松 Raye Iwamatsu               | 細川茂樹          | 利耀堂 | 梁興昌             | 陳宏瑋             | 鈕凱旸             |
| 佐佐木司機 ささき                   | 田中要次          |        |                    | 陳宏瑋             | 梁興昌             |
| 路克 リューク                       | 中村獅童 （配音） | 黎家希 | 李英立             | 李香生             | 張騰               |
| 夜神月 やがみ ライト                | 藤原龍也          | 無台詞 | 無台詞             | 無台詞             | 無台詞             |

## 社會評論
Twitch Film的Rodney Perkins評論：「這部電影沒有什麼突破性」，並認為儘管L的角色忠於原著，但他的特質卻不明顯。 Love HK Films的評論家Kozo也認為這部電影是「給粉絲的殺必死」，沒有什麼突破性也不值得關注。。本片在2008年第五屆報知蛇莓獎獲頒該年度最差電影作品、最差導演、最差男主角
本片亦為《死亡筆記》系例中最黑暗，並持續強烈血腥暴力及非常激烈可怕情節導致年幼觀眾不安。根據英國電影分級委員會將《L之終章 最後的23天》列為15級，僅適合15歲及以上觀看。

## 外部連結
- 開眼電影網上《L：最終的23日》的資料（繁體中文）